# Het sterrebeest
Het sterrebeest (Engelse titel: The Star Beast) is een sciencefictionroman uit 1978 van de Amerikaanse schrijver Robert Heinlein.

## Synopsis
Plaats van gebeuren is de Aarde in een niet zo verre toekomst. De familie Stuart heeft een huisdier met de naam Lummox, ooit door een familielid meegebracht van een verre planeet. Het kleine diertje is ondertussen uitgegroeid tot een berijdbare kolos en na klachten van de buren moet het dier weg. De jonge John Thomas wil zijn huisdier niet kwijt en samen met zijn vriendin Betty Sorenson lopen ze van huis weg. Pogingen van de overheid om Lummox te vernietigen draaien op niets uit.
Ondertussen komen vertegenwoordigers van een machtig geavanceerd en tot nu toe onbekend buitenaards ras op aarde aan, op zoek naar hun verloren kind. Lummox blijkt van Koninklijke afkomst te zijn en de buitenaardse wezens dreigen de aarde te vernietigen indien hij niet terugkeert. Lummox geeft zelf aan nog op aarde te blijven met als haar enige interesse het grootbrengen van John Thomas. Nadat John en Betty getrouwd zijn, begeleiden ze Lummox terug naar haar thuisplaneet, als deelnemers van een menselijke diplomatieke delegatie.